# K’inich Yax K’uk’ Mo’
K’inich Yax K’uk’ Mo' (?–437) – władca Majów, założyciel dynastii królewskiej w Copán. Wstąpił na tron w 426 roku. Jego następcą został K’inich Popol Hol.
Pochodził z dynastii rządzącej w Caracol.
Pochowany przy jednej ze świątyń w Copán (Akropolu), gdzie znajduje się również kamienny ołtarz opatrzony 16 płaskorzeźbami przedstawiającymi postacie władców Copan w tym również Yax K’uk’ Mo’, który posiada tarczę ochronną na prawym przedramieniu.
W świątyni znaleziono szczątki kości pokryte czerwoną farbą, które należą do władcy, co można określić między innymi na podstawie złamanej kości prawego przedramienia. Z badań wynika również, że w roku pochówku w 437 Yax K’uk’ Mo’ miał ponad 50 lat. Ponadto rana na przedramieniu wskazuje, że musiał to być bardzo odporny człowiek, gdyż rana była poważna, ale nie była ona przyczyną śmierci władcy.